# Tito Santana
Merced Solis (* 10. Mai 1953 in Mission, Texas) besser bekannt als Tito Santana, ist ein US-amerikanischer Wrestler mit mexikanischen Wurzeln. Entgegen seiner mexikanischen Herkunft trat Solis nur selten in Lucha Libre Promotions an und bevorzugte den amerikanischen Wrestlingstil. Mittlerweile tritt er nur noch für wenige Matches bei unabhängigen Veranstaltern auf.

## Anfänge
Vor seiner Wrestlingkarriere spielte Solis als Tight End American Football für die Universität West Texas State. Der Quarterback dieses Teams war im übrigen Tully Blanchard, welcher ebenfalls Profiwrestler wurde. Nachdem er die Universität abgeschlossen hatte, hatte er ein Probetraining für die Kansas City Chiefs, wurde jedoch abgelehnt. Er spielte 1976 eine Saison in 13 Spielen für die BC Lions in der Canadian Football League, danach wurde er Wrestler.

## Karriere
Seine Karriere begann 1976 in der NWA, wo er jedoch nur ein Jahr blieb, bis 1979 zur AWA wechselte und schließlich zur WWF kam.

### World Wrestling Federation (1979–1993)
Dort gewann er bereits am 22. Oktober 1979 den WWF World Tag Team Titel zusammen mit Ivan Putski, bevor sie diesen am 12. April 1980 wieder an die Wild Samoans abgeben mussten. In den folgenden Jahren trat Solis meist wieder als Einzelwrestler an. Am 11. Februar 1984 konnte er Don Muraco den WWF Intercontinental Champion Titel abnehmen und begann darauf eine Fehde mit Greg Valentine. Im September des gleichen Jahres besiegte ihn Valentine und verletzte Solis (lt. Storyline) am Knie, damit dieser eine Auszeit nehmen konnte.
Solis kehrte bei Wrestlemania 1 zurück und bestritt das Eröffnungsmatch der allerersten Wrestlemania, in welchem er den als Executioner antretenden Buddy Rose besiegte. Danach wurde seine Fehde mit Greg Valentine wieder aufgenommen und es kam zu einer Serie von verschiedenen Matcharten um den WWF Intercontinental Champion Titel. Am 6. Juli 1985 schließlich gewann Solis den Titel in einem Steel Cage Match zurück. Nach dem Match wurde der Intercontinental-Gürtel von Valentine zerstört und eine neue Version wurde für Solis gefertigt. Er hielt den Titel bis zum 8. Februar 1986, als Randy Savage neuer Champion wurde.

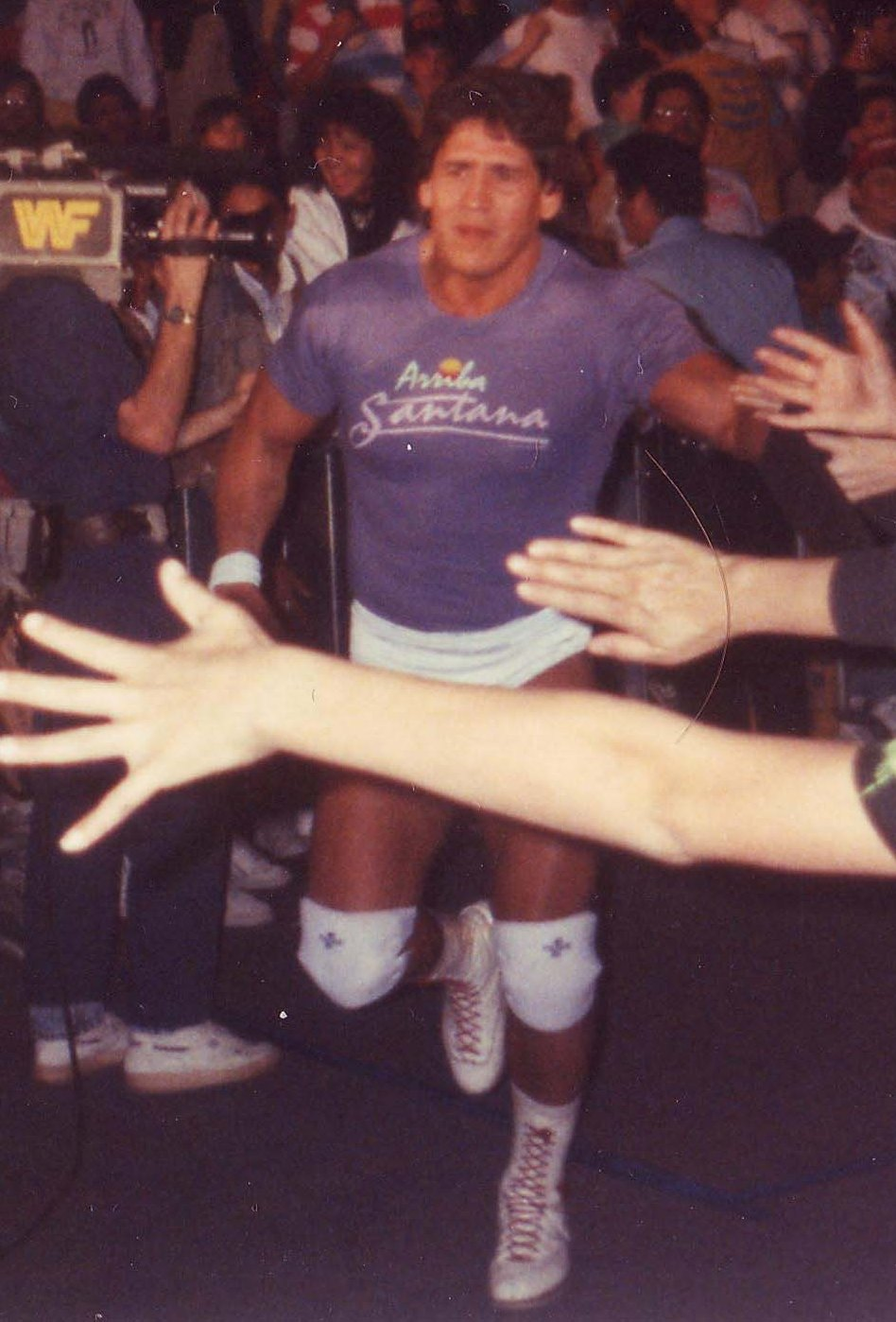
Tito Santana in der Zeit als Wrestler der WWF

1987 kehrte Solis zurück zum Tag Team Wrestling, als er Rick Martel als Partner bekam und das Team Strike Force gegründet wurde. Am 27. Oktober des Jahres besiegten sie bereits die Hart Foundation und wurden neue WWF World Tag Team Champions. Bei Wrestlemania 4 jedoch, mussten sie die Titel wieder an Demolition abgeben. Das Team wurde bis Wrestlemania 5 wieder aufgelöst, wo sie gegen die Brain Busters antraten. Während des Matches wandte sich Martel gegen Solis, verließ den Ring und somit wurde deren Fehde eingeläutet.
Nachdem der Ultimate Warrior bei Wrestlemania 6 den WWF World Champion Titel von Hulk Hogan gewonnen hatte, wurde der vorher von diesem gehaltene WWF Intercontinental Champion Titel vakantiert und in einem Turnier neu vergeben. Solis traf im Finale auf Mr.Perfect, verlor jedoch.
Nach einer Pause kehrte Solis mit einem neuen Gimmick wieder zurück. Er wurde nun El Matador genannt und verkörperte einen Stierkämpfer, bevor er die WWF 1993 verließ.

### Eastern Championship Wrestling (1993)
Am 8. August 1993 nahm er in der ECW, was damals noch für Eastern Championship Wrestling stand, Don Muraco den ECW Champion Titel ab, verlor diesen bereits am 9. September aber wieder an Shane Douglas.

### American Wrestling Federation (1994–1996)
Danach trat Solis einige Zeit für die American Wrestling Federation an und fungierte als Co-Kommentator für die spanischsprechende Bevölkerung, bei Großevents der WWF.
Am 10. Januar 2000 hatte er einen Gastauftritt bei der WCW, als er Jeff Jarrett in einem Match bei Monday Nitro besiegte. Im Jahr 2004 wurde er von Shawn Michaels in die WWE Hall of Fame eingeführt. Heute macht Solis vereinzelt Auftritte in den Independentligen.

## Nach dem Wrestling
Solis arbeitet heute als Lehrer an der Eisenhower Middle School in Roxbury Township; New Jersey. Zusätzlich betreibt er einen Frisiersalon in Succasuna. Er ist verheiratet mit Leah und hat drei Söhne.

## Championships
- World Wrestling Federation

- 2× WWF Intercontinental Champion

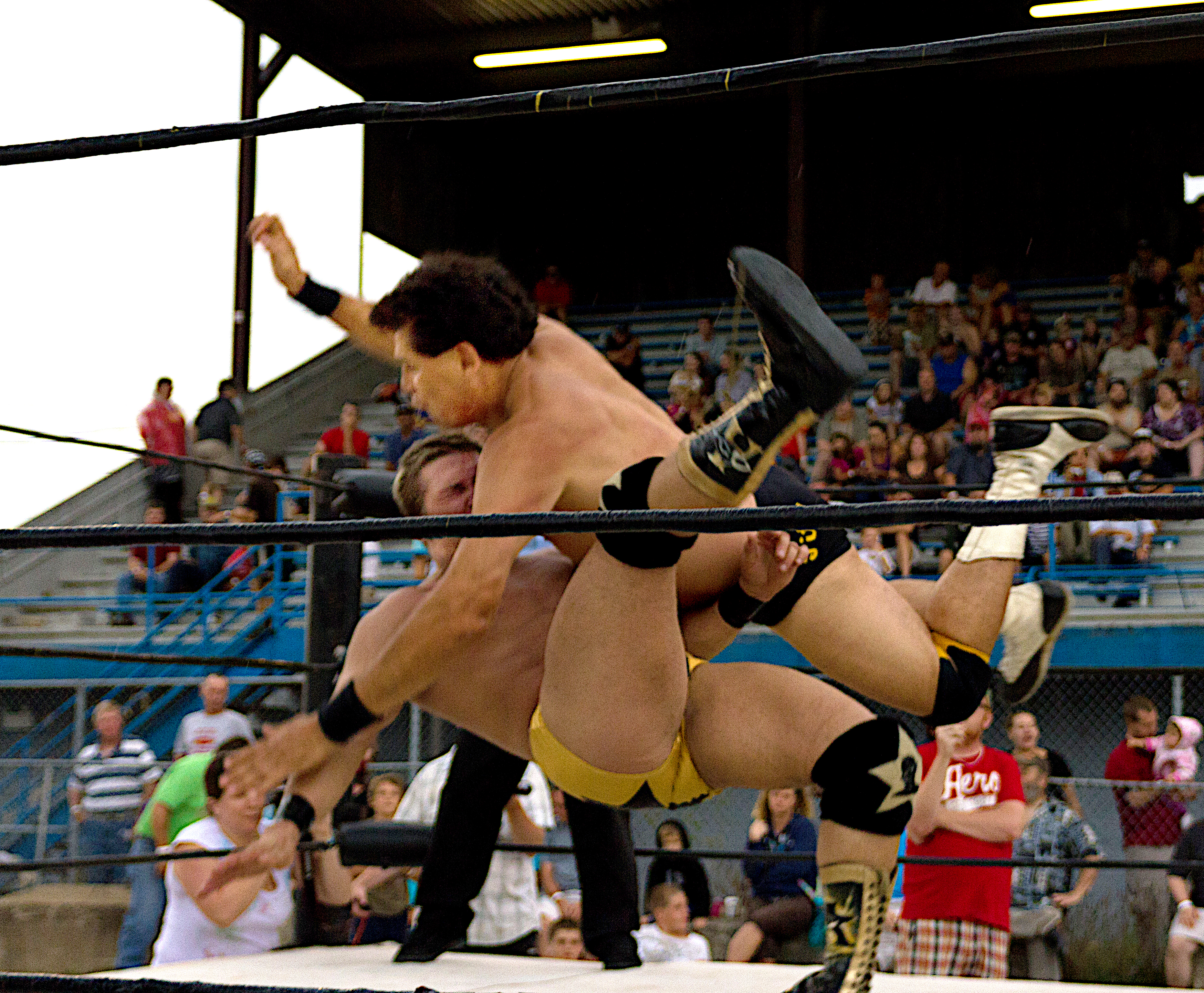
Santana versetzte seinem Gegner 2011 einen fliegenden Unterarmschlag

- 2× WWF World Tag Team Champion (mit Ivan Putski und Rick Martel)
- 1989 King of the Ring (non PPV)
- WWE Hall of Fame Mitglied seit 2004
- Der einzige Teilnehmer der ersten 6 Royal Rumble Events
- Teilnehmer der ersten 9 Wrestlemania

- Eastern Championship Wrestling

- 1× ECW Heavyweight Champion

- National Wrestling Alliance

- 1× NWA (Amarillo) Western States Tag Team Champion (mit Ted DiBiase)

- American Wrestling Federation

- 2× AWF World Heavyweight Champion

- sonstige Titel

- 1× ICCW Heavyweight Champion
- 2× ICW Heavyweight Champion
- 1× NWC Heavyweight Champion
- 1× UCW Heavyweight Champion
- 1× USA Pro Heavyweight Champion
- 1× UWF (Herb Abrams) America’s Champion
- 1× NSWA Heavyweight Champion
- 1× EWA Heavyweight Champion
- 1× (New Jersey) USA Heavyweight Champion
- 1× RWA Heavyweight Champion
- 1× UWS (New York) Tag Team Champion